# Afrique orientale allemande
1885–1919
Entités précédentes :
- Sultanat de Zanzibar
- Royaume du Rwanda
- Royaume du Burundi

Entités suivantes :
- Tanganyika
- Ruanda-Urundi
- Afrique orientale portugaise

L'Afrique orientale allemande était une colonie allemande qui s'étendait sur les territoires actuels du Burundi, du Rwanda et de la partie continentale de la Tanzanie. Créée dans les années 1880, elle fut conquise par les armées britannique et belge pendant la Première Guerre mondiale et fragmentée à l'issue de celle-ci pour donner naissance au Ruanda-Urundi (Empire colonial belge) et au Tanganyika (Empire britannique).
Avec une superficie totale de 995 000 km², l’Afrique orientale allemande était presque deux fois plus grande que la superficie de l’ancien Empire allemand. Avec environ 7,75 millions d’habitants, c’était la colonie la plus grande et la plus peuplée de l’Empire allemand.

## Histoire

### Fondation
L’histoire de la colonie débute avec Carl Peters, fondateur de la Société pour la colonisation allemande. Le 3 mars 1885, le gouvernement allemand annonça qu’il avait délivré une autorisation impériale à Peters dans l’intention d’établir un protectorat en Afrique de l’Est. Devant les protestations du sultan de Zanzibar, qui se considérait également souverain sur le continent, Bismarck envoya cinq navires de guerre qui attaquèrent le palais du sultan le 7 août. L’Allemagne et la Grande-Bretagne se partagèrent alors le territoire de l’actuelle Tanzanie continentale.
L’Allemagne prit rapidement possession de Bagamoyo, Dar es Salaam et Kilwa. La révolte d'Abushiri, qui éclata en 1888, fut maîtrisée avec l’aide de la Grande-Bretagne l’année suivante. En 1890, Londres et Berlin signèrent le traité de Heligoland-Zanzibar, qui donnait Heligoland à l’Allemagne et définissait les limites de l’Afrique orientale allemande – les frontières exactes ne furent tracées qu’en 1910.

### Recherches agricoles
Le comité économique colonial allemand est créé en 1896, comme une réplique de l'Union coloniale française fondée en 1893. Les industriels semblent y avoir dominé après 1907 et elle fédère 1.120 firmes ou corps constitués en 1913, encaissant 480.000 mark de cotisations, mais aussi diffusant le journal Der Tropenpflanzer, fondé par Otto Warburg. Ce botaniste de Hambourg a ramené de ses voyages en Malaisie, entre 1885 et 1889, de nombreux specimens qu'il a offerts au Jardin botanique et musée botanique de Berlin-Dahlem, créé en 1897, sous la direction d'Adolf Engler, professeur de botanique à l'université de Berlin, avec l'objectif d'étudier les plantes des colonies allemandes.

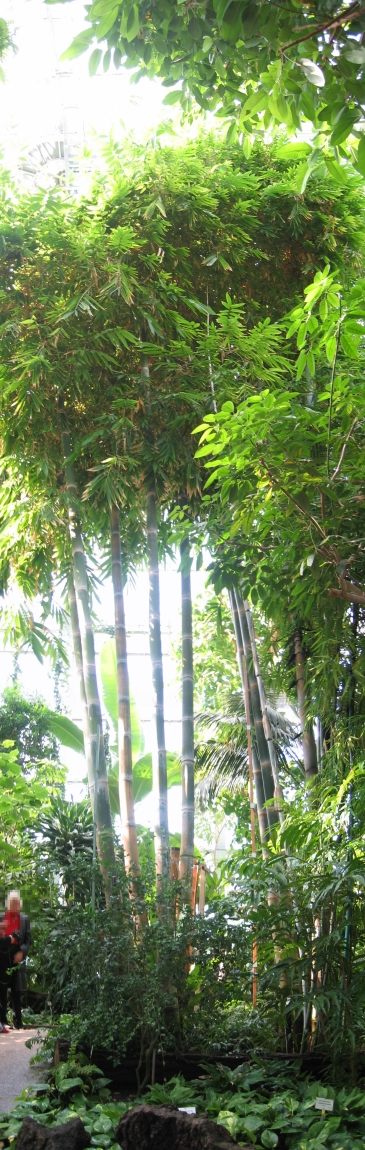
Bambou géant (Dendrocalamus giganteus) dans la serre du jardin botanique de Berlin. Ce bambou originaire d'Asie atteint 25 m de haut et un diamètre de 10 cm environ, et peut croître de 10 à 20 cm par jour.

Plusieurs autres chercheurs allemands en botanique, comme Franz Stuhlman et Albrecht Zimmerman y contribuent à Der Tropenpflanzer, après avoir étudié le café à Java pour tenter de l'acclimater dans des lieux stratégiques comme le port d'Usumbura, sur le lac Tanganyika, où ils veulent implanter une grande station de recherche en botanique, le futur Institut de recherche botanique Amani, qui ne verra le jour qu'en 1901. Le meneur du projet est Adolf Engler, qui, convaincu du grand potentiel agronomique des Monts Usambara, s'y investit au début des années 1890.
Des défrichages massifs sont opérés par des planteurs allemands dès 1892. Très vite, des conflits émergent entre investisseurs, qui veulent une rentabilité caféière rapide et les scientifiques, qui veulent une station de recherche sur la flore indigène. Leur rêve est de tracer une carte très complète des espèces végétales sur tout le territoire, en gardant la plus grande biodiversité possible et en étudiant leur potentiel, au carrefour de l'économie, de la géographie et de l'agronomie, dans l'esprit des travaux d'Alexander von Humboldt et Charles Darwin.
En 1899, les planteurs ont déjà 6,5 millions de pieds de café sur des domaines de plusieurs milliers d'hectares parfois, mais déplorent en 1902 la maladie de centaines de milliers de caféiers. Un an après son ouverture, l'institut n'a pas trouvé la cause du problème : une trop grande acidité des sols. Le prix du café chute des trois quarts, de 175 marks pour 200 kilos en 1890 à 54 marks en 1903, l'année où Adolf Engler fait enfin le lien entre la rentabilité insuffisante et l'acidité des sols, et demande l'arrêt des défrichages.
La forêt étant très dense et conquérante, seulement 2000 hectares sont défrichés en 1906. Les planteurs ont fait venir de la main-d'œuvre immigrée, sur des parcelles de 100 hectares plutôt en face ouest, où les caféiers se révèlent fragiles et succombent aux parasites et maladies, incitant Adolf Engler à demander l'arrêt de toute culture.

### La résistance du peuple Hehe
Les Hehe, menés par leur chef Mkwawa, résistent à l’expansion allemande jusqu’en 1894 mais sont vaincus après que plusieurs tribus se soient ralliées à l’Allemagne. Après avoir tenté d’entretenir la guérilla, Mkwawa se suicide en 1898.
Les forces d’occupation allemandes peu nombreuses s’appuient sur quelques officiers pour maintenir l’ordre, collecter les impôts et gérer les cultures commerciales telles que le coton, le café et le sésame. Il en résulte un système fortement centralisé et autoritaire. Contrairement à d’autres puissances coloniales telles que la Grande-Bretagne, la France ou le Portugal, l’Allemagne est inexpérimentée en Afrique, ce qui se fait ressentir sur sa manière de gérer ses colonies.

### Rébellion des Maji-Maji
La rébellion des Maji-Maji qui éclate en 1905 est rapidement maîtrisée par le gouverneur d’alors, le comte Gustav Adolf von Götzen. Cependant, les méthodes de l’administration coloniale sont vivement critiquées, ce qui pousse le chancelier Bülow à ordonner une réforme de l’administration coloniale en 1907. L’organisation traditionnelle des sociétés locales est davantage prise en compte ; on s’inspire également des méthodes françaises et portugaises, mais en comparaison de ces deux dernières puissances, les colonies allemandes restent largement centralisées.

### Première Guerre mondiale

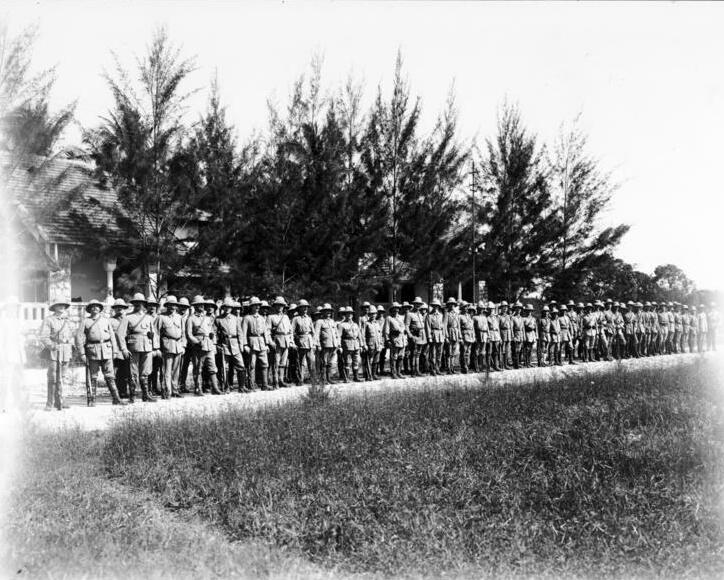
Soldats allemands en Afrique Orientale en 1914.

L’histoire de l’Afrique orientale allemande au cours de la Première Guerre mondiale est essentiellement liée à une personnalité, celle du Général Paul Emil von Lettow-Vorbeck. À la tête d’une force minuscule de 3 000 Européens et 11 000 Askaris, il s’efforce de tenir tête aux 300 000 hommes de l’armée britannique (dont 100 000 porteurs), aux troupes coloniales belges (5 000 hommes et 100 000 porteurs). Il ne s'agissait donc pas seulement de combattants, la majorité des effectifs étant composée de services, d'une lourde intendance et d'un très grand nombre de porteurs. Ainsi, Lettow-Vorbeck remporte la bataille de Tanga contre une centaine de milliers d'adversaires, dont seulement vingt mille combattants. Ce n'en était pas moins un exploit puisqu'il n'a engagé que 10 000 hommes. Ensuite, adoptant une tactique de guérilla, il provoque par ses raids meurtriers la perte de 60 000 Britanniques et Askaris (également victimes de maladies). Cependant, avec l’arrivée en renfort des troupes du Congo belge et la mise en œuvre par les Belges de bateaux démontables qui anéantissent la flotte fluviale allemande du lac Tanganyka, avec l'appui de quelques avions, nouveauté en Afrique, Lettow-Vorbeck, battu par les Belges à Tabora, puis à Mahengé se retire vers le Mozambique, puis en Rhodésie du Nord. Apprenant la défaite allemande en Europe, il accepte un cessez-le-feu trois jours après l’armistice du 11 novembre 1918 signé dans la forêt de Compiègne.
D'un point de vue stratégique, même si les Allemands continuent le combat jusqu'en novembre 1918, les Britanniques contrôlent sur la côte les villes de Dar es Salam et Tanga, et Tabora à l'intérieur des terres, dès mars 1916, Tanga ne tombant qu'en juillet. Au même moment, l'intégralité du chemin de fer est sous contrôle britannique. À la mi-1916, les Allemands presque vaincus ne commettent plus que actes de guérilla en des régions très isolées et peu stratégiques.
Le traité de Versailles partage la colonie allemande. La Belgique reçoit le Rwanda-Urundi et en plus, la concession d'une ligne de chemin de fer partant du Congo belge vers l'Est africain, à travers l'ancienne colonie allemande et aboutissant à un port franc sur l'océan Indien. Le Portugal obtient le triangle de Quionga au sud du Rovuma, rattaché à l’actuel Mozambique, et la Grande-Bretagne hérite du reste, soit le territoire de l’actuelle Tanzanie qu'elle baptise Tanganyka, mais sans l’archipel de Zanzibar auquel est dévolu un statut de protectorat britannique.

## Géographie

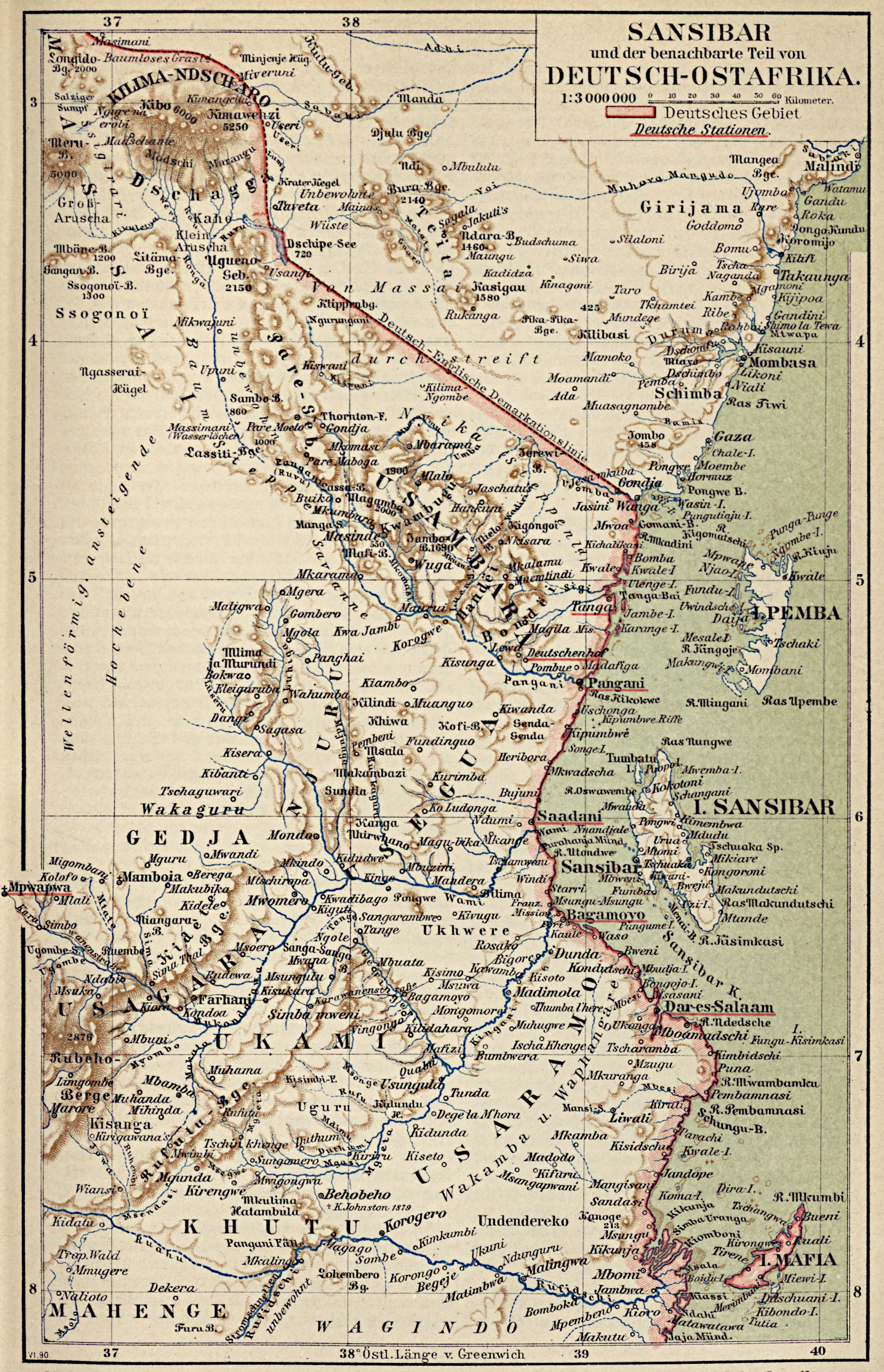
Carte de la côte de l'Afrique orientale allemande montrant le protectorat britannique de Zanzibar (îles de Zanzibar et de Pemba).

## Administration

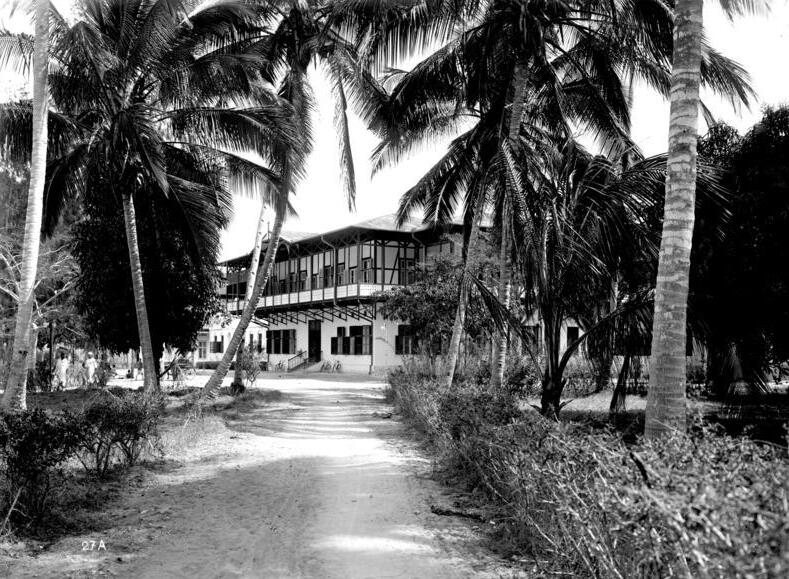
Siège du gouvernement colonial à Dar es Salam vers 1910.

L'Allemagne n'a pas eu de tradition coloniale avant 1885. Quand l'administration coloniale arrive en 1885, la langue véhiculaire sur la côte Est de la future Tanzanie, est l'arabe. Pourtant, à l'époque, les Arabes, souvent originaires du sultanat d'Oman, ou du Yémen, sont très minoritaires, entre 5 000 et 10 000 représentants, sans compter ceux du Sultanat de Zanzibar qui va devenir un protectorat britannique. Cependant, à l'époque, un dialecte local indigène mâtiné de vocabulaire arabe s'étend : le swahili. Depuis les années 1860 et 1870, des missions religieuses allemandes catholiques et protestantes existent (dont des orphelinats), surtout sur la côte à Dar es Salaam et Tanga. Les autorités coloniales allemandes recrutent alors dans ces institutions des jeunes gens, bilingues allemand/arabe ou allemand/swahili, mais ils ne sont pas très nombreux vers 1885.
Les autorités allemandes, conscientes que l'administration doit se faire dans une langue coloniale pour s'étendre en un vaste territoire, fait le choix de l'allemand, car il est difficile de communiquer, même si des militaires ou rares coloniaux allemands apprennent et parlent l'arabe ou le swahili. De plus, une multitude de langues et dialectes étant parlés à l'intérieur, l'usage d'une langue coloniale s'impose pour maintenir une administration efficace. Aussi, l’administration coloniale allemande s'inspire des modèles coloniaux français et portugais. Avant 1914, le swahili, langue véhiculaire de la côte, est très peu parlé à l'intérieur des terres, où dominent surtout des langues bantoues.
L'administration allemande favorise alors les missions religieuses, pour limiter le coût de l'éducation. Des enfants qui parlent une ou plusieurs langues locales, précédemment délaissés, reçoivent une éducation. Certains seront militaires dans l'armée coloniale allemande. Plus tard, l'Empire allemand s'impliquera plus dans la politique d'éducation de la colonie. Un même modèle sera appliqué aux autres colonies (Cameroun, Togo, etc.). À l'époque aussi, les missions religieuses sont plutôt perçues par les populations locales comme un espace neutre, d'autant plus qu'il y a des dispensaires qui soignent les populations locales. Dans un but de « bon civilisateur », l'État allemand construira lui aussi des hôpitaux, dont l'Hôpital allemand de Dar es Salam.
Dans les années 1890, les îles de Zanzibar et Pemba sont cédées aux Britanniques, en échange de l'île de Heligoland (près de l'Allemagne).
À partir de 1890, une école, la Deutsche Koloniale Schule, s'ouvre pour les enfants des élites de la colonie, souvent des enfants des commerçants arabes de Dar es Salaam ou des grandes villes, des enfants de chefs coutumiers ou de commerçants. Au Rwanda, la favorisation des élites va accentuer les heurts entre les Hutus et les Tutsis. Dans le même temps, des commerçants ou militaires allemands apprennent les langues locales. Une monnaie est mise en place : la roupie (Rupien) de l'Afrique orientale allemande (1 roupie = 100 Hellers). Cette roupie a la même valeur que la roupie indienne alors en usage sur la côte, soit 11,58 grammes d'argent (178 grains).
L'armée devient aussi une passerelle sociale, et les indigènes y apprennent progressivement l'allemand. De plus, les militaires allemands intègrent une centaine de mots du vocabulaire swahili, ceux qui sont le plus adaptés au langage militaire.
Les infrastructures (routes, ponts et chemins de fer), se développent rapidement. Dans la perspective de collecter des impôts, et pour rendre la colonie rentable, l'administration coloniale allemande est très centralisée, et le travail forcé est imposé de manière courante aux populations (ex : construction des lignes de chemins de fer, ponts).
En 1905, l'enseignement de l'allemand est généralisé dans les gros bourgs. L'autorité allemande s'étend alors comme une toile d'araignée. À la même époque, le swahili est adapté pour s'écrire avec l'alphabet latin et l'arabe est maintenu comme l'une des langues véhiculaires de la côte, en face de Zanzibar. À la veille de la Première Guerre mondiale, en 1914, l'Allemagne a étendu son système administratif et son autorité sur tout le territoire, malgré des troubles de 1905 à 1907 (Maji-Maji), en protestation contre les impôts jugés écrasants et le travail forcé. On estime qu'en 1914, entre 5 et 10 % au moins des moins de 40 ans savent parler allemand, et l'avenir de la langue en Tanzanie semble prometteur.
De 1914 à 1918, ce système est perturbé par la Première Guerre mondiale. La côte Est est définitivement prise par les Britanniques, en 1917. L'intérieur résiste, mais, en 1916, l'Ouest du pays est conquis par les Belges et, en 1918, la défaite de l'Empire allemand en Europe contraint les dernières troupes impériales africaines à se rendre.
Après 1918, la plus grande partie du territoire devient un mandat de la Société des Nations (SDN) qui, en 1921 est confié aux Britanniques, qui le nomment Tanganyika. Les Belges héritent du Ruanda (Rwanda) et Urundi (Burundi), à l'ouest. L'allemand n'est plus enseigné dès 1917, et l'ensemble des colons, enseignants, missionnaires et militaires allemands, sont expulsés en janvier 1919. De nombreux colons allemands partent pour l'Afrique du Sud.
L'allemand est ensuite oublié. Les purs indigènes et les métis, coupés de la langue allemande, se raréfient et ceux qui parlaient jadis allemand ne le parlent plus que par bribes en 1961, lors de la création de la Tanzanie indépendante. Les derniers locuteurs tanzaniens de l'allemand s'éteignent dans les années 1970.
L'arrivée tardive de la langue anglaise, à partir de 1922, et du français amené par les Belges au Ruanda-Urundi, va favoriser le statut du swahili. Dès la prise en main du pays, en 1921, les Britanniques optent pour le swahili pour la transition, le swahili étant parlé aussi au Kenya voisin, et écartent l'allemand pour l'administration. L'anglais n'arrivera à avoir un nombre de locuteurs suffisants qu'à la fin des années 1930, l'administration étant prise en main par des Blancs britanniques. Au Ruanda Urundi, le swahili connaîtra, par contagion naturelle, un développement de fait sous l'administration belge qui, par ailleurs impose le français, y compris dans l'enseignement.
À tort, de nos jours, certains disent que la Grande-Bretagne fut la puissance coloniale de la Tanzanie, ce qui est faux : la Grande-Bretagne ne fut que la puissance tutélaire et mandataire du Tanganyika, sauf à Zanzibar, qui était un protectorat britannique. Le devoir de la Grande-Bretagne était de former des cadres et une élite dirigeante, pour amener le pays vers l'indépendance dans le cadre de la mission définie par la Société des Nations (SDN) Cet objectif sera vite oublié par la suite.
Pour la diplomatie actuelle (ONU) et l'histoire, la Tanzanie actuelle est donc une ancienne colonie allemande (1885–1921), à l'exception de Zanzibar, ancien protectorat britannique. Le dernier témoignage du passé colonial allemand semble être le grand nombre des luthériens parmi la communauté protestante tanzanienne. La langue allemande a décliné dans le pays, effacée par l'administration britannique.

## Démographie
À la veille de la Première Guerre mondiale, la population de l'Afrique orientale allemande est essentiellement composée d'Africains, les autres groupes étant les suivants :
| Arabes     | 4 101 |
| Européens  | 5 336 |
| Asiatiques | 9 440 |

La population européenne est composée, en plus des Allemands, de :
- Grecs
- Boers
- Allemands sujets de l'Empire russe.

Il y a également des étrangers non-européens :
- Asiatiques, surtout des Chinois, provenant de la zone d'influence allemande de la baie de Kiautschou (Qingdao aujourd'hui), en Chine, comptant le comptoir allemand de Kiao-Tchéou (Kiautschou, avec le port de Tsingtau). Il y a aussi des Indiens, issus des Indiens du Kenya britannique, en provenance de Mombassa, ou Nairobi.
- Des métis, surtout issus d'unions entre des militaires coloniaux allemands, et des indigènes. Le nombre des métis reste inconnu. Très peu partiront pour l'Allemagne, après 1919, et les autres resteront, se fondant dans la population locale.

## Sources
- (en) Cet article est partiellement ou en totalité issu de l’article de Wikipédia en anglais intitulé « German East Africa » (voir la liste des auteurs).